# Gina Magnavita Galeffi
Maria Luigia Magnavita Galeffi, detta Gina (Belmonte, 27 giugno 1916 – Salvador, 9 giugno 2005), è stata una filosofa e filologa brasiliana con cittadinanza italiana, nota per aver fondato negli anni '50 il primo corso di laurea in lingua e letteratura italiana e nel 1980 l’Associazione Brasiliana dei Professori di Italiano (ABPI). Conosciuta nel campo dell’italianistica in Brasile come Dona Gina, è sempre stata considerata la “prima donna” dell’italiano in Brasile per aver formato gran parte dei docenti di italiano che operarono sul territorio brasiliano.

## Biografia
La storia della famiglia di Gina Magnavita in Brasile coincide con quella dell’immigrazione italiana di fine ‘800. Nel giugno 1898, Benino Magnavita, originario di Paola (CS), si stabilisce con tutta la sua famiglia nel territorio di Canavieras a Belmonte, a sud dello stato di Bahia. Tra i suoi figli, Pasquale (padre di Gina), divenuto topografo, acquista vari terreni a Belmonte e crea un’azienda di grande successo, fondando la Sociedade Patrimonial Pasquale Magnavita Ltda - Cacauicultura.

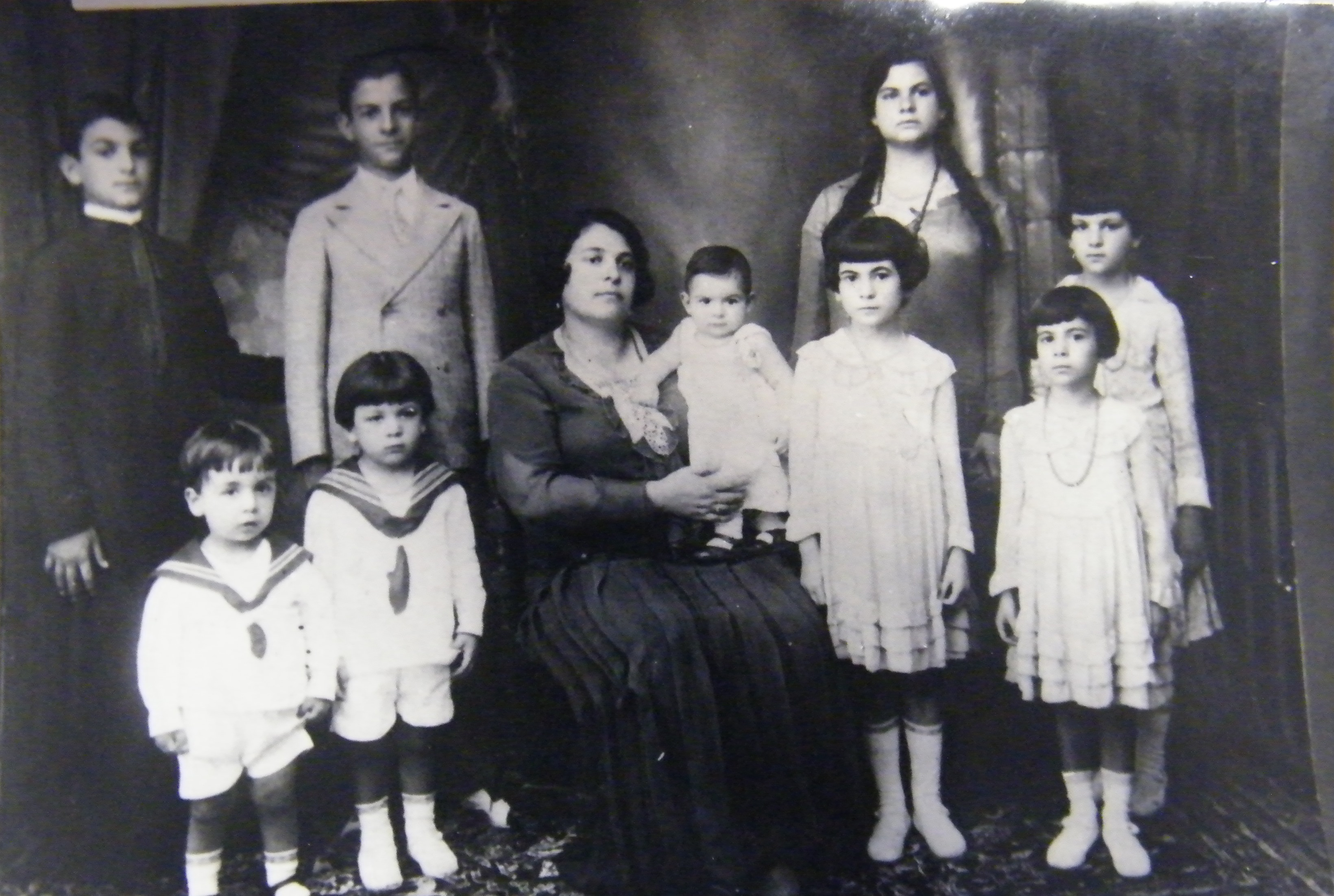
La famiglia Magnavita

Nel 1915, durante un viaggio in Italia, Pasquale si sposa con Vicenza Tosto a Paola e ritorna insieme a lei in Brasile. Da questo matrimonio nascono dodici figli. Gina è la primogenita.
Gina inizia i suoi studi a Bahia, però tra i nove e i dieci anni si trasferisce a Roma in un collegio di suore, dove resterà dalle elementari fino al liceo. Da quanto afferma suo figlio Dante, all’Esame di Maturità, Gina otterrà il primo posto tra gli studenti della provincia di Roma.
In seguito, Gina frequenta la facoltà di Pedagogia presso l'Università degli Studi di Roma e si diploma in Pianoforte presso l’Accademia di Santa Cecilia a Roma. A causa della 2ª Guerra Mondiale, non riesce a discutere la tesi di laurea in Filosofia e Pedagogia.
Ritorna in Brasile nel 1942, ottenendo l’equipollenza dei suoi studi alla Universidade do Brasil (RJ) e nel 1943, a soli 26 anni, assume la docenza di Storia della Filosofia nell’appena nata Faculdade de Filosofia da Bahia (FFB). Nello stesso periodo fonda il corso di Lingua e Letteratura Italiane, in cui insegnerà fino al 1986, quando va in pensione.
Come afferma la studiosa Leda Jesuíno: “Assunse Gina la responsabilità di attuare nella Facoltà di Filosofia, dove brillantemente insegnò. Quella signorina, dal viso placido ed espressivo, fu sempre, tra quei rinomati docenti più esperti di lei, una presenza sempre pronta a collaborare, a fornire gli stimoli necessari, con cortesia amichevole.”
Nel 1948, tornata in Italia per discutere la sua tesi “La filosofia di Farias Brito” presso l’Università degli Studi di Roma, conosce Romano Galeffi e lo sposa dopo quattro mesi. Insieme hanno formato una coppia instancabile ed inossidabile.

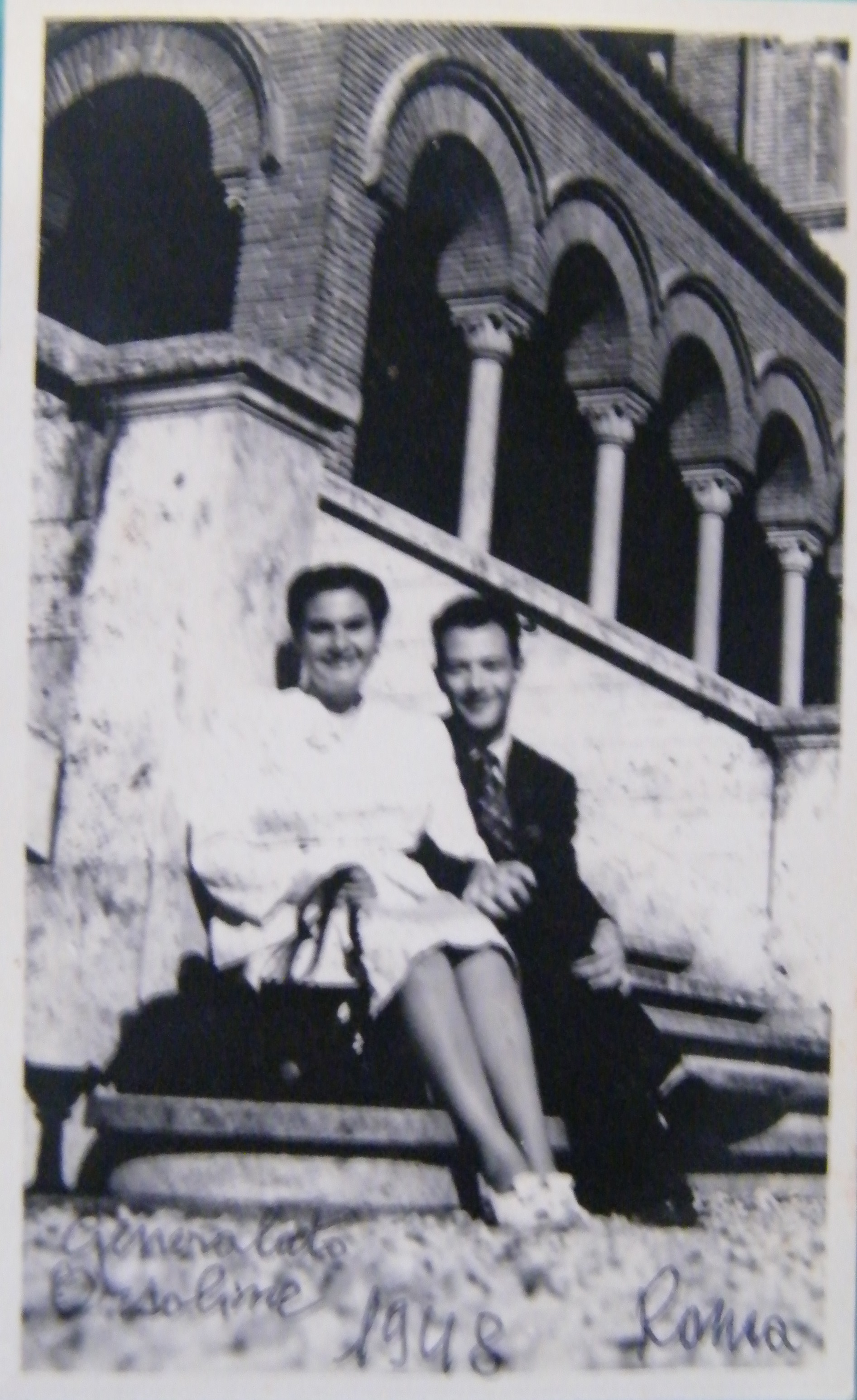
Gina e Romano Galeffi

Nel 1949, Gina ritorna in Brasile con Romano e lo aiuta ad ottenere un posto vacante di docente nella FFB. Nel 1950, insieme a Romano, fonda l’Associação Cultural Italo-Brasileira Dante Alighieri (ACIBDA) e, nel 1953, crea l’Istituto di Italiano della FFB.
Gina e Romano hanno avuto tra il 1951 e il 1955 cinque figli: Eugenia Maria Galeffi (docente di lettere, traduttrice giurata), Guido Galeffi (economista e presidente della Società Dante Alighieri a Salvador), Dante Augusto Galeffi (docente di architettura e filosofo) e le gemelle Elisa Romana Galeffi (artista plastica) e Virginia Romana Galeffi Zart (astrologa e professoressa di yoga).
Docente di italiano, latino, filosofia e pedagogia, membro della Academia Baiana de Educação (Cattedra 18), Gina si distacca non solo per la sua incredibile capacità intellettuale - scriveva poesie, cantava, suonava il pianoforte, parlava bene il francese, oltre ad aver studiato lo spagnolo, il tedesco e l’inglese -, ma anche per la sua immensa generosità. Molto religiosa, le piaceva aiutare i più bisognosi.
Come dice lo scrittore Sergio Campailla: “Era colta e materna, una grande madre, nella tradizione del Meridione italiano ma potenziata e miscelata fantasticamente da quella brasiliana”.
Vari sono stati i suoi progetti sociali a Salvador: la scuola elementare Dante Alighieri; il Lar Franco Belcaro (asilo gratuito per madri che lavorano); la scuola della favela di Gamboa. Gina era anche traduttrice giurata di italiano in Bahia, e con questo suo ruolo ha aiutato molti italiani che volevano adottare bambini brasiliani.

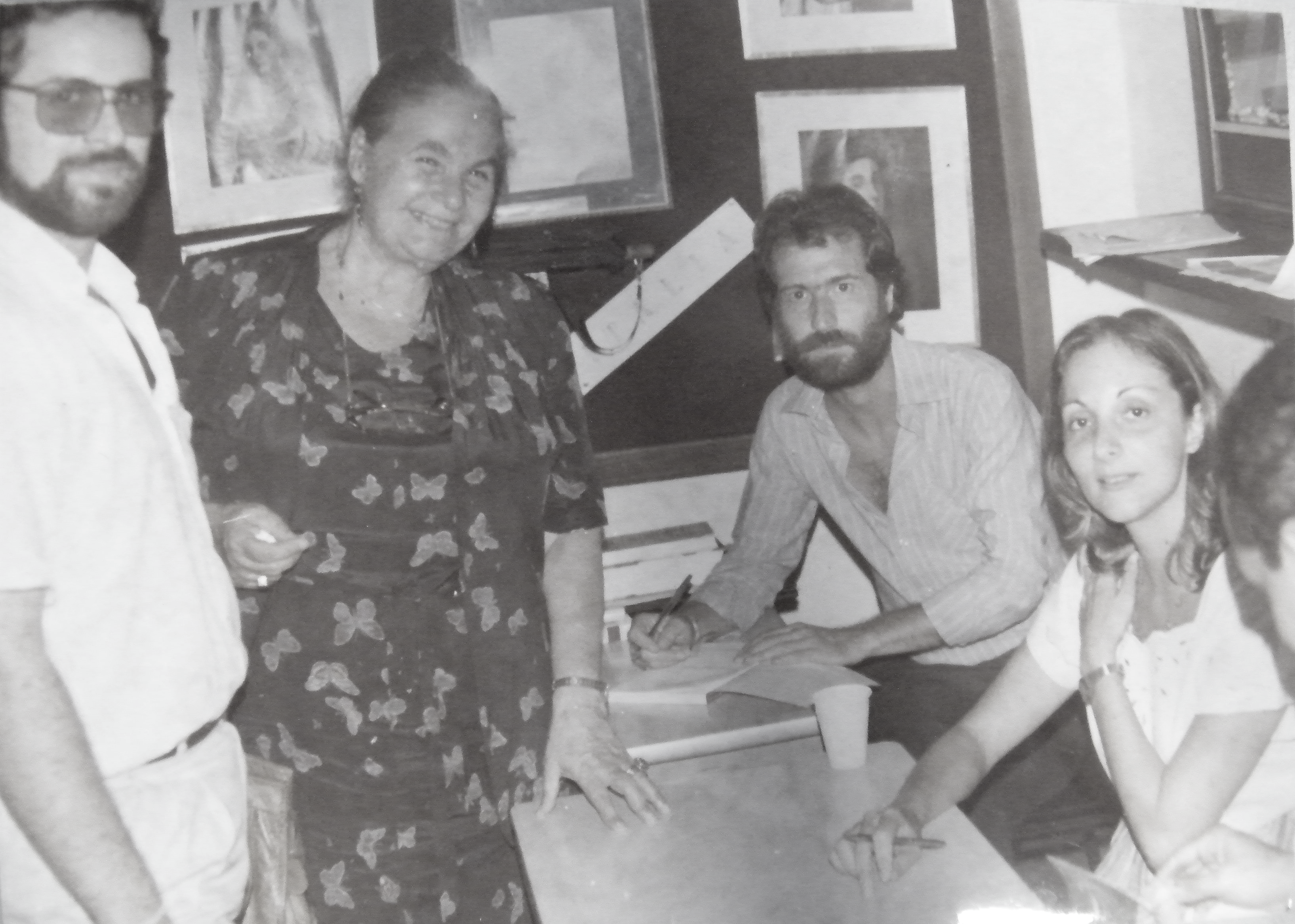
Gina con altri professori dell'UFBA

Assume diverse cariche importanti all’interno della Universidade Federal da Bahia (UFBA): preside della FFB, direttore del dipartimento di Letras Românicas, vice-rettore ed eventuale rettore. Inoltre presso la Universidade Católica de Salvador (UCSAL), insegna filosofia, storia dell’arte e estetica.
Nel 1980, Gina e Romano Galeffi, insieme ad altri professori di italiano, fondano a Salvador l’Associação Brasileira dos Professores de Italiano (ABPI).
Come dice la professoressa Flora de Paoli Faria: “Sottolineava sempre Dona Gina, che si trattava di un’associazione brasiliana d’italiano, un fatto che noi – allora giovani docenti – non avremmo mai dovuto perdere di vista, nella carriera che stavamo per intraprendere”.
Sotto la presidenza di Gina Magnavita, durante il primo incontro dell’ABPI vengono stabilite le regole di funzionamento dell’associazione. I successivi convegni sono stati realizzati ad anni alterni in differenti città. Il primo è avvenuto nel 1982 a San Paolo. In questa occasione, Gina, con l’aiuto della docente Rina Ricci, coordinatrice del corso di italiano della Universidade de São Paulo (USP), ha ottenuto dall’Istituto Italiano di Cultura di quella città, dieci borse di studio della durata di un anno presso l’Università per Stranieri di Perugia, per gli studenti appena laureati dei corsi di italiano in Brasile.
Sebbene fosse nata a Belmonte, Gina, per tutti questi i suoi meriti, riceve, nel 1986, il Titolo di Cittadina Insigne della Città di Salvador.
Il 16/12/1996 riceve il titolo di professore emerito dell’UFBA.
Secondo Evelina Hoisel, Presidente della Academia de Letras da Bahia, Gina era “una lezione viva di entusiasmo e di gioia” con una grande vocazione culturale. Nel 1943, per esempio, ha diretto lo spettacolo “L’Avaro” di Molière nel Cinema Guarani, organizzato dagli studenti della FFB. In occasioni speciali nell’Università, si vestiva con costumi tipici per divulgare gli eventi italiani e organizzava con i professori e gli studenti delle sfilate di moda con personaggi e scrittori italiani importanti.
Meri Lao si ricorda di un’occasione speciale dove Gina e suo marito l’hanno portata ad una cerimonia di candomblé: 
“Avevano ottenuto un’autorizzazione speciale dal pai [de santo], che non ammetteva la presenza di turisti. Mi colpì il sorriso di Gina, il suo cenno con la testa quando mi invitarono alla danza, le sue spiegazioni da esperta, il suo fondamentale distacco.”

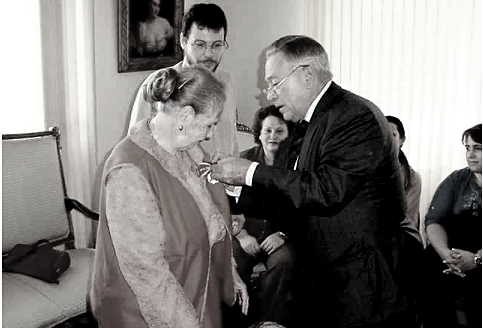
Gina riceve la Stella della Solidarietà Italiana

Si è mantenuta attiva nell’universo accademico e nella comunità italiana fino al 1998, quando viene a mancare il suo compagno nel lavoro e nella vita, Romano. Da quel momento in poi ha diminuito le sue attività accademiche, però ha continuato a partecipare a tutti i convegni dell’ABPI fino al 2003.
Il 15 settembre 2004 riceve l’Ordine della Stella della Solidarietà Italiana dalle mani del Console generale italiano a Rio de Janeiro, Francesco Mariano.
Gina avrebbe dovuto partecipare al XI Convegno dell’ABPI a Foz do Iguaçu il primo giugno 2005 però, ricoverata la sera prima a Salvador, è morta otto giorni dopo.
Secondo Leda Jesuino, “Gina irradiava, con il suo viso illuminato da una spiritualità innata, una visibile purezza, una tale empatia che conquistava chi a lei si avvicinava e con lei scambiava delle parole.”

## Opere
- La Filosofia di Farias Brito. Tesi. Roma: Università degli Studi di Roma, 1949.
- La filosofia di Farias Brito.  In : ANNALI del I Congresso Brasileiro de Filosofia.  São Paulo, 22 a 26 marzo 1950.  São Paulo: Instituto Brasileiro de Filosofia, 1950.  v. 1, p. 145-158.
- “Atualidade do problema da sobrevivência”, comunicazione al II Congresso Nacional de Filosofia, Curitiba-PR, 1953, pubblicata sugli Arquivos da Universidade da Bahia – Faculdade de Filosofia, vol. IV, 1965.
- “A propósito de uma metafísica como ciência”, comunicazione al I Congresso Internacional de Filosofia, pubblicata sugli annali dello stesso convegno, São Paulo, 1954.
- “O problema religioso em Farias Brito”, comunicazione al IV Congresso Nacional de Filosofia, Fortaleza-Ce, 1962, pubblicata, em separata, dalla “Imprensa da Universidade Federal do Ceará” e sugli annali dello stesso convegno, Fortaleza, São Paulo, 1963.
- "L'amore nei personaggi dell'Orlando Furioso” – saggio critico pubblicato su “Rassegna Brasiliana di Studi Italiani” – São Paulo, 1964 (nº 4 dell'anno).
- Língua italiana: gramática, antologia e conversação. Casa editrice: Edição Apoio, Rio de Janeiro, 1968.
- “Torquato Tasso, o poeta romântico da Renascença”, pubblicata sul giornale A Tarde, il 19 aprile 1969.
- “Lourenço de Medici, o Magnífico”, pubblicato sul giornale A Tarde, il 28 giugno 1969.
- “Pedro Metastásio, o poeta da Arcádia”, pubblicato sul giornale A Tarde, (1969).
- “No centenário de Ada Negri” (Dati biografici e traduzione ritmica di poesie), pubblicato sul giornale A Tarde, il 12 settembre 1970.
- “Roma, como há cem anos ela se tornou Capital da Itália”, pubblicato sul giornale A Tarde, il 20 settembre 1970.
- “Atualidade de Alessandro Manzoni”, pubblicato sul giornale A Tarde, il 15 giugno 1973.
- “O problema da liberdade no culturalismo de Miguel Reale”. In: VERBALI della IV Semana Internacional de Filosofia.  Curitiba, il 3 gennaio 1978.  Rio de Janeiro : Sociedade Brasileira de Filósofos Católicos, 1978.  p. 219-221
- Farias Brito, uma antologia (Org.) São Paulo: GDR,1979.
- “Miguel Angelo poeta”. Universitas. Salvador, n. 27, p. 109-124, ott./dic. 1979.
- “Divulgação da literatura italiana: um grande poeta dialetal: Trilussa”. Universitas. Salvador, n. 35, p. 93- 102, gen./mar. 1986.
- “L'Amore nei personaggi femminili dell'Orlando Furioso”. In: CAPRARA, Loredana de Stauber; ANTUNES, Letizia Zini (org.). O italiano falado e escrito. São Paulo: Humanitas/FFLCH/USP, 1998, p. 95-112.